# Zangri
Zangri, även känd som Sangri, är ett härad (dzong) som lyder under Lhoka i Tibet-regionen i sydvästra Kina. Det ligger omkring 110 kilometer öster om regionhuvudstaden Lhasa. 